# Danza del fuego
Danza del fuego es una película argentina dirigida por Daniel Tinayre, protagonizada por Amelia Bence y Francisco de Paula. Estrenada en Buenos Aires el 27 de diciembre de 1949. Ganadora del Cóndor de Plata al mejor director en 1950. Fue nominada a la Palma de Oro en el Festival Internacional de Cine de Cannes.

## Sinopsis
Una pianista muere en extrañas circunstancias. Varios son los sospechosos de haberla asesinado.

## Miscelánea
- Amelia Bence recuerda de este modo una audaz escena en la que aparece en la película:

Nunca en la vida me desnudé y menos ahora. Daniel Tinayre me lo propuso para una película que después hizo Egle Martin. “Yo quiero que vos seas la Jean Moreau argentina”. Acababa de ver Los amantes en Nueva York. Yo le dije: “Yo nunca me he desnudado, ni lo voy a hacer”. Pero cuando hicimos La danza del fuego, él quería que yo saliera casi desnuda en un deshabillé de nylon color beige transparente. “No, absolutamente no” y me puse un corpiño. El, que era un pícaro, me tiró agua para que el deshabillé se volviera aún más transparente.
Amelia Bence.

## Actores
- Amelia Bence (Elena Valdés)
- Francisco de Paula (Raúl Saldívar)
- Enrique Álvarez Diosdado (Carlos Barrera / payaso Víctor)
- Alberto Closas (Inspector Romero)
- Florén Delbene (Méndez)
- Otto Sirgo (Felipe Morel)
- Blanca Tapia (Monja)
- Agustín Barrios
- Norma Key (Elena adolescente)
- Alberto Quiles (Gómez)
- Francisco Audenino
- Percival Murray
- Alberto Barcel
- Rafael Diserio

## Premios
Por su desempeño en este filme la Academia de Artes y Ciencias Cinematográficas de la Argentina le otorgó el premio Cóndor Académico a la  mejor actriz protagonista de 1949 a Amelia Bence, al Mejor actor de reparto a Alberto Closas y a la Mejor escenografía a Álvaro Durañona y Vedia.
La película obtuvo el premio Cóndor de Plata (1950) al mejor director y fue nominada a mejor película en el Festival Internacional de Cine de Cannes.